# Wolfova Biblija
Wolfova Biblija je prevod Svetega pisma v slovenščino, ki je nastal na pobudo ljubljanskega škofa Antona Alojzija Wolfa, torej škof Wolf ni zanjo ničesar prevedel. Prevod je izšel v šestih zvezkih med 1856 in 1859.
To je bil tretji celoten prevod Biblije v slovenski jezik. Popoln naslov: Sveto Pismo stare in nove zaveze z razlaganjem poleg nemškiga, od apostoljskiga Sedeža potrjeniga sv. pisma, ki ga je iz Vulgate ponemčil in razložil Dr. Jožef Franc Allioli. Kakor tudi naslov kaže so prevajali po nemškem prevodu Vulgate, po verziji teologa in orientalista Josepha Franza von Alliolija. Tudi so prevzeli Alliolijeve razlage. Kjer se besedilo Vulgate razlikuje od izvirnikov v hebrejščini ali grščini, so to naznačili pod črto.
Voditelj dela je bil duhovnik in knjižničar Jurij Volc in je sodelovalo petnajst drugih prevajalcev:
- Andrej Čebašek
- Andrej Gollmayer
- Luka Jeran
- Franc Serafin Metelko
- Matevž Ravnikar
- Anton Lesar
- Jurij Grabner
- Peter Hicinger
- Matija Hočevar
- Josip Marn
- Anton Mežnarc
- Anton Pintar
- Andrej Zamejic
- Valentin Orožen
- Felicijan Globočnik

Volc je veliko delal za pravilen in jezikovno poenoten prevod, zaradi tega je Wolfova Biblija v jezikovnem pogledu precej boljša od Japljeve Biblije.